# Bogdanka (wieś w województwie łódzkim)
Bogdanka – wieś w Polsce, położona w województwie łódzkim, w powiecie brzezińskim, w gminie Brzeziny.
W latach 1975–1998 miejscowość administracyjnie należała do województwa skierniewickiego.
We wsi znajduje się Szkoła Podstawowa.